# Rhabdomastix austrocaledoniensis
Rhabdomastix austrocaledoniensis là một loài ruồi trong họ Limoniidae. Chúng phân bố ở miền Australasia.